# Lanhelas
Lanhelas est une paroisse civile portugaise (en portugais : freguesia) de la municipalité de Caminha dans le district de Viana do Castelo.

## Géographie
Lanhelas est située au nord de la municipalité de Caminha, à la limite avec Vila Nova de Cerveira. Elle se trouve sur la rive gauche du Minho, fleuve frontalier avec l'Espagne.

## Histoire
La paroisse de Lanhelas remonte au moins au XIIIe siècle. Au cours de l'histoire, elle a pu être rattachée à la paroisse voisine de Seixas, comme au milieu du XVIe siècle.

## Démographie
Lors du recensement de 2021, Lanhelas compte 897 habitants.